# مسجد الملكة أروى بنت أحمد الصليحي
مسجد الملكة أروى بنت أحمد الصليحي أحد مساجد مدينة جبلة التاريخية، بني في ما بين 532 - 477 هـ، وهو أحد المساجد اليمنية القديمة الأثرية.

## بناء الجامع
ينسب بناء الجامع إلى الملكة أروى بنت أحمد الصليحي التي تولت حكم الدولة الصليحية في اليمن للفترة من ( 532 - 477 هجرية ) - ( 1085 - 1138 ميلادية ) وعندما انتقلت الملكة أروى إلى مدينة جبلة عام ( 480 هجرية ) - ( 1087 ميلادية ) ، أمرت بتحويل دار العز الأول إلى الجامع الذي ينسب إليها، والجامع لا يزال قائما ً ومحتفظا ً بعناصره المعمارية والزخرفية التي يتبين من خلالها مدى تأثيره بأنماط العمارة الفاطمية نتيجة العلاقات الطيبة التي كانت بين الدولة الصليحية باليمن والدولة الفاطمية في مصر .

## تخطيط الجامع

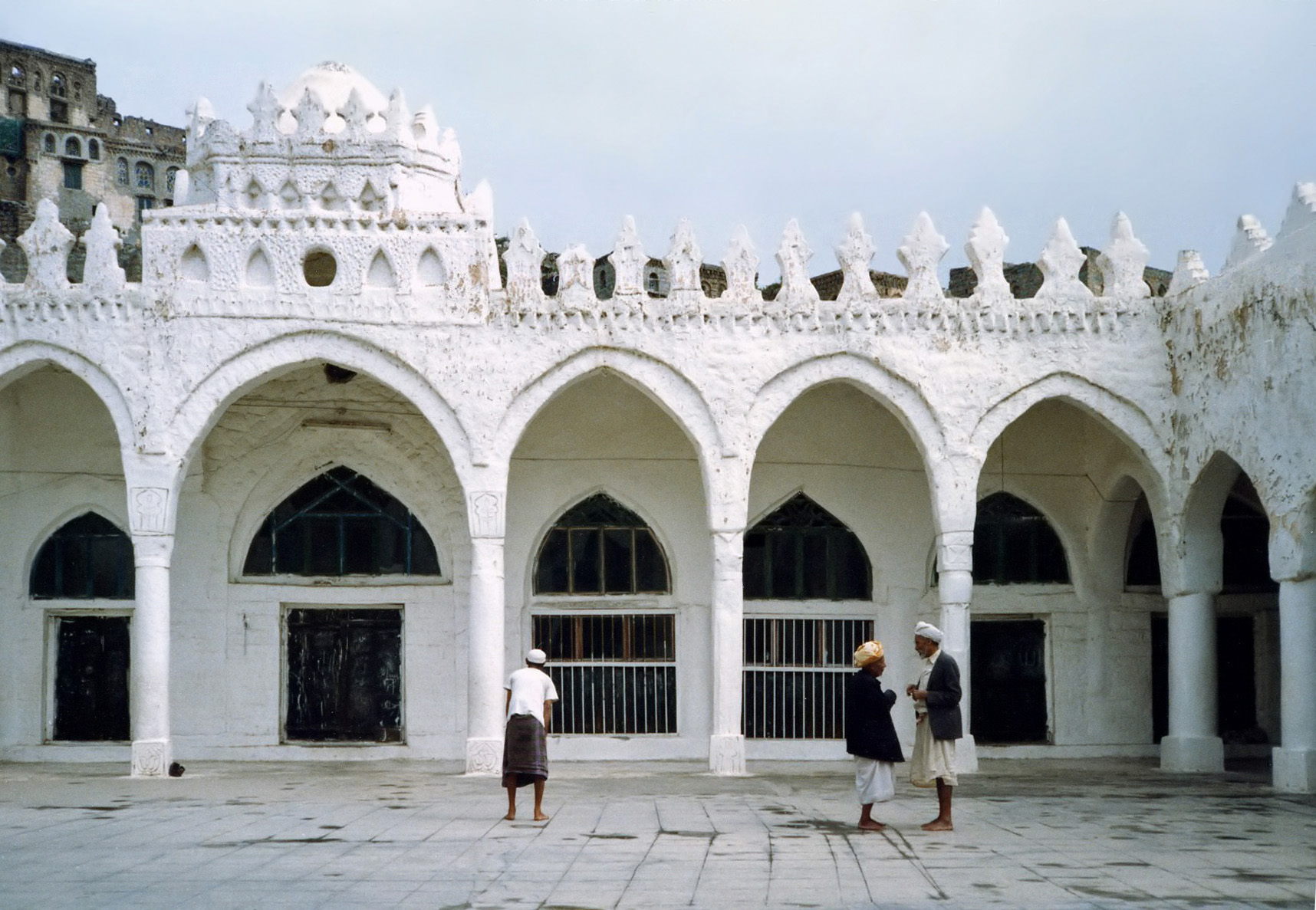
فناء المسجد.

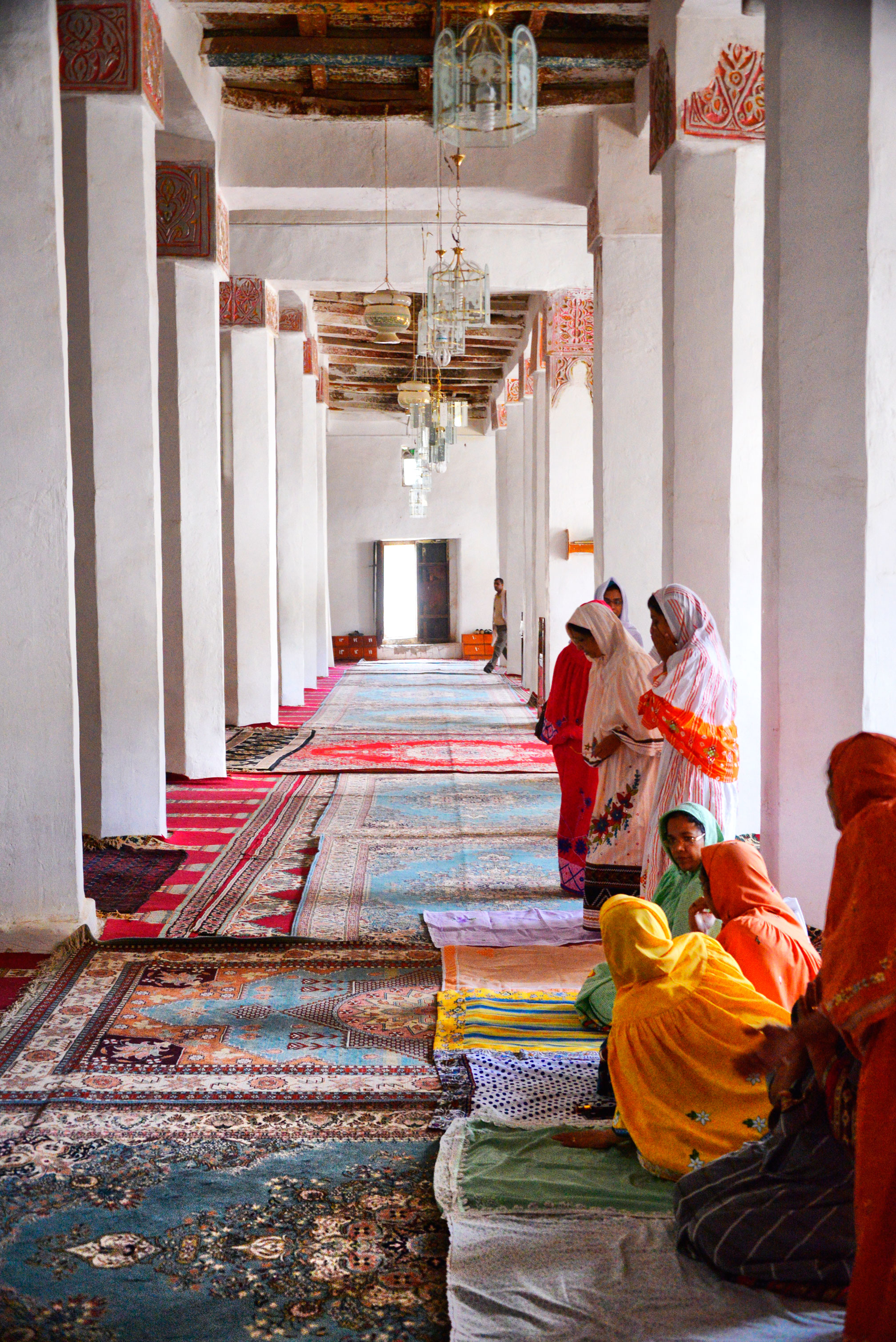
داخل المسجد

الجامع مستطيل الشكل يتوسطه فناء مكشوف أبعاده ( 17.80 × 20 مترا ً ) ، وتحيط به أربعة أروقة هي :
- رواق القبلة : وهو الرواق الشمالي الذي يمتد من الشرق إلى الغرب، ويدخل إلى هذا الرواق من خلال خمسة مداخل في الضلع الجنوبي ويتكون هذا الرواق من أربع بلاطات بواسطة أربعة صفوف من الأعمدة المرتفعة بعضها مثمن وبعضها مستطيلة الأشكال وتيجان هذه الأعمدة مستطيلة وأخرى مربعة وهي تيجان حديثة، يرتكز عليها مباشرة سقف الرواق، والرواق مسقوف من الداخل توجد به مصندقات خشبية يعود تأريخها إلى ( القرن الخامس الهجري ) ( الحادي عشر الميلادي ) ، وقد جدد جزء منها في عام ( 1358 هجرية ) .

- الرواق الجنوبي : يتكون من بلاطة واحدة وبجداره الجنوبي مدخلان يتم الوصول من خلالهما إلى المطاهير - الحمامات - الموجودة في الناحية الجنوبية من الجامع .

- الرواق الشرقي : يتكون من بلاطتين بواسطة بائكتين بكل منهما ( ثمانية أعمدة ) ترتكز عليها أعمدة مدببة .

- الرواق الغربي : يتكون أيضا من بلاطتين وفي الجهة الجنوبية من الجدار الغربي توجد ردهة تستخدم حاليا ً كمعلامة كتاب (مدرسة) لتحفيظ القرآن الكريم .

## المحراب

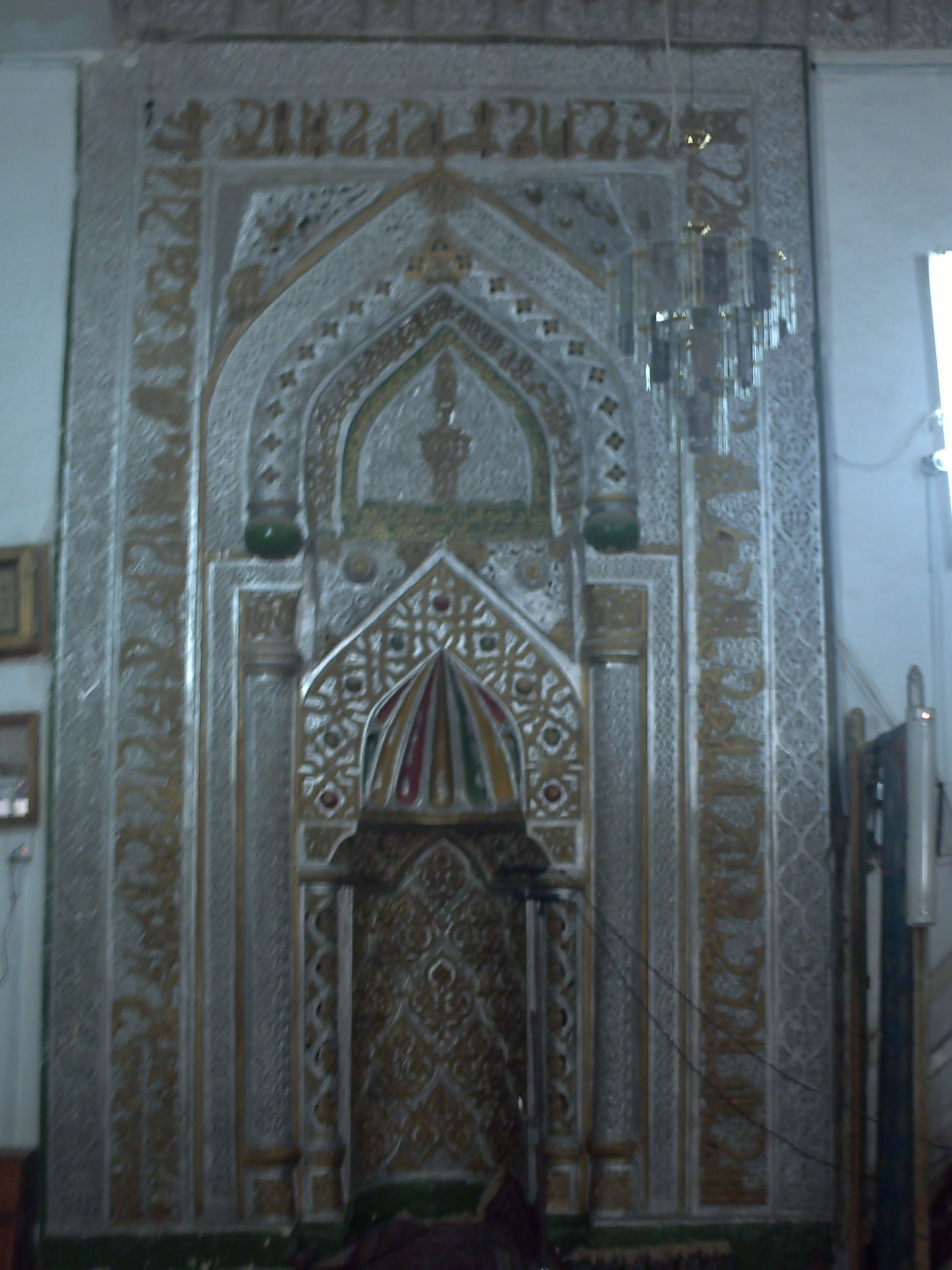
محراب المسجد

يقع المحراب في منتصف الجدار الشمالي وهو عبارة عن تجويف بسيط يبلغ عمقه حوالي ( 85 سم ) ، يعلوه عقد مدبب محمول على عمودين عليهما زخارف
نباتية وهندسية ويحيط بالمحراب كتابات بخط كوفي تقرأ كالتالي : ( بسم الله الرحمن الرحيم أقبل على ربك وكن من الساجدين ولاتكن من الغافلين وأعبد ربك حتى يأتيك اليقين ) , وتزين تجويف المحراب من الداخل وطاقيته مجموعة من الزخارف النباتية التي تتمثل في أوراق العنب، وعلى جانب المحراب كتابة بالخط الكوفي تقرأ كالتالي ( بسم الله الرحمن الرحيم، إنما يعمر مساجد الله … ) بالإضافة إلى كتابات أخرى، وخزنة المحراب تسمى بالمحارة، والمحراب مطلي بالدهان الكيمائي الحديث تكاد ملامحه ضائعة .

## مئذنتا الجامع

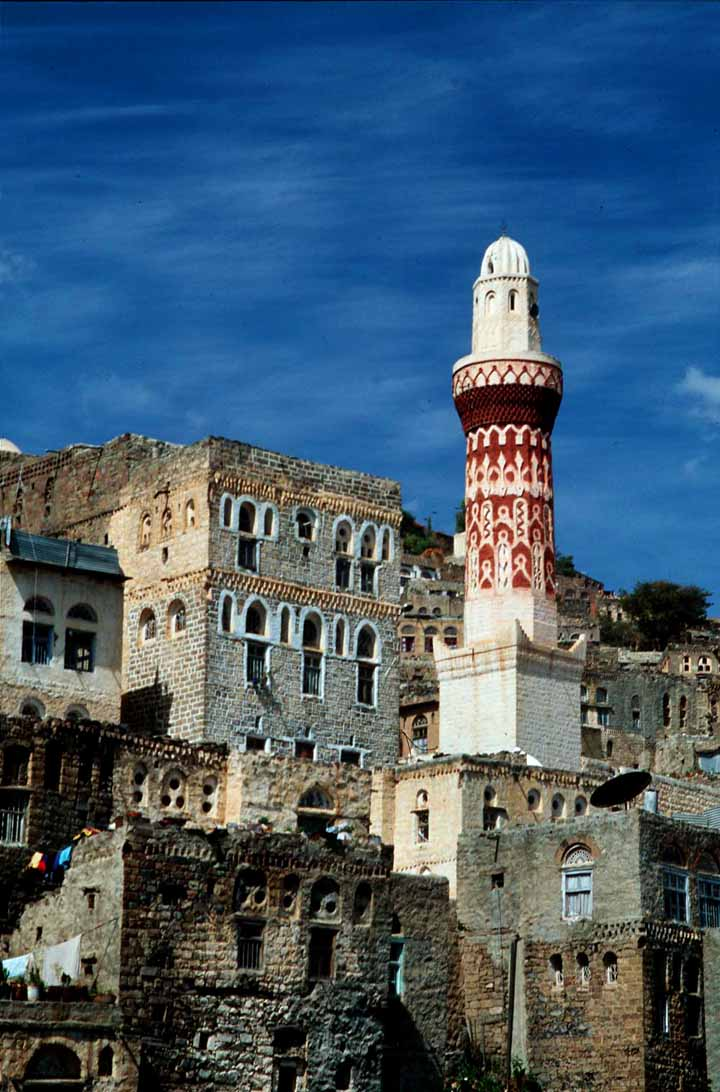
مئذنة المسجد

للجامع مئذنتان إحداهما تقع في الناحية الشرقية من الجهة الجنوبية، والأخرى تقع في الناحية الغربية من الجهة الجنوبية.
المئذنة الشرقية
تتكون من قاعدة حجرية مربعة مرتفعة يقوم عليها بدن من ( ستة عشر ضلعا ً ) من الآجر .

## ضريح الملكة

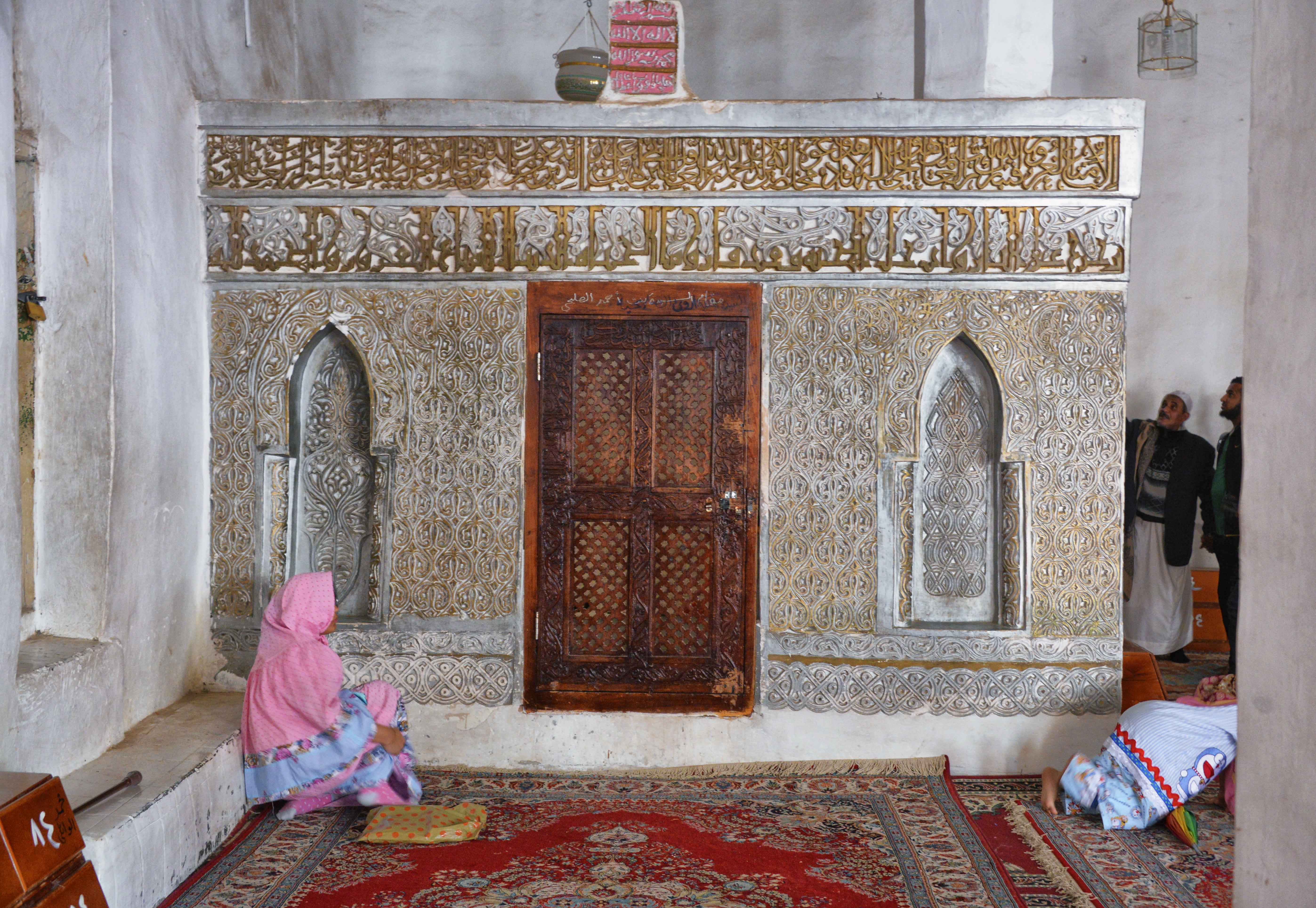
ضريح الملكة أروى.

يعتبر من أضرحة القرن السادس الهجري وأهمها على الإطلاق باعتباره الأثر الباقي من أضرحة الدولة الصليحية، وقد بني كما أمرت الملكة أروى بنت أحمد الصليحي ويقع في الركن الشمالي الغربي من الجامع وقد استثنت موضع ضريحها من بناء الجامع حيث أشارت في وصيتها وعاينها الشهود والقضاة وقد دفنت في جامعها بذي جِبلة أيسر القبلة في منزل متصل بالجامع وكانت هي التي تولت عمارته وهيأت موضع ضريحها به .

### العناصر المعمارية للضريح
تزين واجهة الضريح عناصر معمارية عبارة عن دخلات على هيئة محاريب مجوفة عددها في الجدار الشرقي أربعة دخلات والجنوبي دخلتان ويبلغ عرض الواحدة منها ( 60 سم ) وارتفاعها ( 1.60 مترا ً ) بعمق ( 10 سم ) وقد فتح مدخل في الجدار الجنوبي للضريح مما جعل المعمار لا يعمل إلا َّ دخلتان فقط ويكتنف كل دخلة عمودين مندمجين ليس لهما تيجان، يقوم على العمودين عقد مدبب شبيه بعقود الدولة الفاطمية بمصر .

### العناصر الزخرفية للضريح
تنقسم العناصر الزخرفية للضريح إلى كتابية وزخرفية :

### العناصر الكتابية
يزين جدران الضريح من الخارج زخارف كتابية بالخطين الكوفي والنسخ ، وقد نفذ الخط الكوفي بالحفر البارز وهو من النوع الكوفي المزهر على مهاد من التفريعات النباتية الجصية البديعة التكوين وقد نفذت الزخارف الجصية بالحروف البارزة فوق مستوى الأرضية، حيث ظهر هذا
الخط الكوفي المطور في القرن الحادي عشر الهجري ، والذي يمتاز بنقش الكتابات على مستويين، مستوى الحروف العريضة البارزة، ومستوى الأرضية من ورائها المليئة بالزخارف المستقلة في رسومها والتفاف حركاتها عن الكتابات وقد راعى الخطاط أن تكون التكوينات الزخرفية النباتية خفيفة المظهر والحركة، بحيث تكون الحروف الكتابية بارزة على تلك الزخارف وهذه الكتابات تمثل إطار يدور حول واجهتي الضريح والتي تبدأ من الجهة الشرقية بالنص التالي : ( بسم الله الرحمن الرحيم، كل نفس ذائقة الموت، وإنما توفون أجوركم يوم القيامة فمن .. )
، ومن الجهة الجنوبية بالنص التالي : ( ….. زحزح عن النار وادخل الجنة فقد فاز، وما الحياة الدنيا إلا َّ متاع الغرور والحمد الله ) .
ومن المعروف أن الخط الكوفي المزهر ظهر في مصر ثم انتقل إلى المغرب، وتُعد مرحلة الانتقال من الخط الكوفي المورق إلى المزهر بتحويل أذناب بعض الحروف مثل الراء والنون والواو، وعلى أن تبدو الورقة النباتية كأنها منبثقة مباشرة من الذنب وهذا ما ينطبق على ضريح الملكة أروى بنت أحمد الصليحي إذ أن الحروف وخاصة نهاية الكلمات تخرج منها الورقة النبات ية المتصلة بها على هيئة غصن نباتي .
كما يزين الضريح من الأعلى شريط كتابي نفذ بخط النسخ على أرضية حمراء وهو من أعمال التجديدات التي طرأت على الضريح إذ تتشابه كتابة هذا الشريط مع الشريط الكتابي المؤطر للباب والذي يوجد به النص التالي : ( نصر من الله وفتح قري ب ) وهي تؤرخ بحساب الجمل إلى عام ( 1248 هجرية ) - ( 1862 ميلادية ) كما يوجد به نصوص أخرى هي كالتالي : ( بسم الله الرحمن الرحيم كل نفس ذائقة الموت، وإنما توفون أجوركم يوم القيامة فمن زحزح عن النار وأدخل الجنة فقد فاز، وما الحياة الدنيا إلا َّ متاع الغر ور، وتبارك الله رب العالمين ) ، ( قل إني نهيت أن أعبد الذين تدعون من دون الله لما جاء في البينات من ربي وأمرت أن أسلم لرب العالمين ) صدق الله العظيم .
ويتصدر واجهة الشريط الكتابي في الجهة الجنوبية منطقة مستطيلة الشكل زينت بأشرطة كتابية
نصوصها كالتالي :
بسم الله الرحمن الرحيم - لا إله إلا الله - محمد رسول الله

### الزخارف النباتية
تمثل الزخارف النباتية الأحادية والثنائية والثلاثية والخماسية إضافة إلى المراوح النخيلية وأنصافها وأشكال الورود المتعددة البتلات إلى جانب السيقان والفروع النباتية والتي نفذت بالنقش على الجص وبالحفر البارز وتنتشر هذه التكوينات الزخرفية بين كوشات عقود الدخلات المجوفة على شكل أشرطة رأسية وأهم تلك الزخارف عبارة عن فخارية كبيرة تنصف الواجهة الشرقية للضريح وقوام زخرفتها عبارة عن أوراق ثلاثية وخماسية الفصوص داخل إطار مزدوج تشكل من فروع نباتية متعرجة تلتقي حينا ً وتختلف مع آخر ويفترقان مكونين إطارا ً لورقة ثلاثية وخماسية أخرى لتحفر بداخله ورقة أخرى مقلوبة وتتوالى بشكل رأسي عددها ثمان ورقات بينما يحيط بكل ورقة مقلوبة ورقتان أخريان خماسية البتلات، كما تتشابه زخارف الفخارية مع زخارف أخرى تقع على يمين ويسار مدخل الضريح متخذة أشكال أشرطة رأسية إضافة إلى وجود زخارف الورقة الثلاثية والتفريعات النباتية تزين كوشات العقود السابق ذكرها، كما وجدت أوراق العنب الثلاثية والخماسية التي ظهرت متحدة مع الفروع والأغصان مما جعل من الصعب التمييز بين الغصن والورقة النابعة منه إذ قد تمتد الورقة فينبت منها غصن جديد وهذه التكوينات الزخرفية النباتية تتفق مع التكوينات الزخرفية النباتية لجوامع ومساجد الدولة الفاطمية في مصر .